# Свищ Роман Іванович
Роман Іванович Свищ (1 лютого 1978) — український футболіст та футзаліст, що грав на позиції півзахисника та захисника. Як футболіст відомий насамперед за виступами в команді вищої української ліги «Прикарпаття» з Івано-Франківська. Як футзаліст відомий за тривалими виступами у складі львівської команди ТВД та івано-франківської команди «Ураган», та роботою на посаді граючого головного тренера в команді «Кардинал» зі Львова.

## Футбольна та футзальна кар'єра
Роман Свищ розпочав виступи на футбольних полях у 1995 році в складі аматорської команди «Сокіл» зі Львова. у 1996 році футболіст грав у складі аматорської команди «Будівельник» з Пустомит. На початку 1997 року Свищ став гравцем команди другої української ліги«Гарай» із Жовкви, в якій грав до кінця року. На початку 1998 року футболіст став гравцем команди вищої української ліги «Прикарпаття» з Івано-Франківська, в якій грав до кінця року, зіграв у її складі 5 матчів у чемпіонаті, проте більшу частину ігрового часу провів у її фарм-клубах другої ліги «Тисмениця» і «Калуш».
На початку 1999 року Роман Свищ став гравцем аматорського клубу «Динамо» зі Львова. У цьому ж році Свищ розпочав футзальну кар'єру, дебютувавши в клубі другої футзальної ліги ТВД зі Львова. У сезоні 1999—2000 років Роман Свищ паралельно грав у складі ТВД і у складі футбольної команди львівського «Динамо», яка вийшла до другої ліги. Протягом сезону 1999—2000 років ТВД здобула путівку до першої ліги, а за підсумками сезону 2000—2001 років Свищ у складі львівської команди здобув путівку до вищої ліги, та грав уже в складі вищолігової команди до 2006 року. У сезоні 2006—2007 років Роман Свищ грав у складі іншої вищолігової футзальної команди «Ураган» з Івано-Франківська. У 2008 році Свищ увійшов до тренерського штабу футзальної команди «Кардинал» зі Львова, а в сезоні 2008—2009 років очолив тренерський штаб команди, одночасно виходив на поле як граючий тренер. У сезоні 2009—2010 років Роман Свищ грав у складі футзальної команди «Динамо» зі Львова. Надалі Роман Свищ грав у низці аматорських футбольних команд Львівської області.